# Marino Miyata
Pour les articles homonymes, voir Miyata.
Marino Miyata (宫田 麻里乃, Yanaka Marie, née le 9 novembre 1991 à Tokyo, au Japon) est une ancienne gagnante du concours Miss Japon 2009,.

## Source de la traduction
- (en) Cet article est partiellement ou en totalité issu de l’article de Wikipédia en anglais intitulé « Marino Miyata » (voir la liste des auteurs).